# Teodor Cornea
Teodor Cornea (n. 1877, Meziad, județul Bihor – d. 1933, Meziad, județul Bihor) a fost un deputat în Marea Adunare Națională de la Alba Iulia, organismul legislativ reprezentativ al „tuturor românilor din Transilvania, Banat și Țara Ungurească”, cel care a adoptat hotărârea privind Unirea Transilvaniei cu România, la 1 decembrie 1918.:p.103

## Biografie
Teodor Cornea a absolvit studiile liceale. Acesta a fost membru al Legiunii Române din Italia, fiind luat ca prizonier. A participat la campania armatei române din anul 1919. A fost primar al comunei Meziad din partea Partidului Liberal.

## Activitatea politică

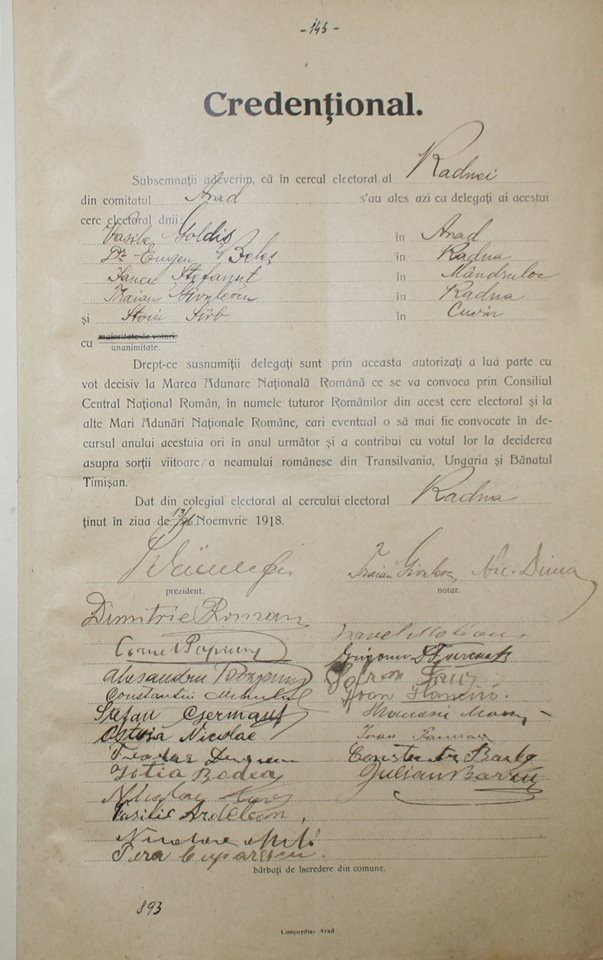
Credențional

A fost ales delegat al cercului electoral Beiuș-Vașcău  la Marea Adunare Națională de la Alba-Iulia, unde a votat unirea Ardealului cu România, la 1 decembrie 1918.